# SuperValu
SuperValu, Inc. est une entreprise américaine de grande distribution. C'est la troisième plus grande entreprise de distribution alimentaire des États-Unis après Kroger et Safeway.

## Histoire
SuperValu a été créée dans le Minnesota en 1926. Son siège est basé à Eden Prairie. Elle a racheté ShopKo en 1971 (revendu plus tard en 1991), Hornbacher’s en 1975, et Cub Foods en 1980. En 1999, elle rachète Richfood Holdings pour 1,5 milliard de dollars. 

### Rachat d'Albertsons
En 2006, un consortium d'investisseurs mené par SuperValu rachète Albertsons, alors la deuxième chaîne de distribution alimentaire, pour 9..7 milliards de dollars. Albertsons affichait des résultats financiers décevants depuis plusieurs années et s'était proposé à la vente. Un consortium composé de SuperValu, CVS, Cerberus et Kimco Capital Management se partage alors le groupe de la façon suivante :
- 1 124 boutiques Albertsons sont cédées à SuperValu pour 6,3 milliards de dollars ainsi qu'une reprise de dette d'une valeur de 6,1 milliards de dollars ;
- 700 pharmacies (des marques Sav-on et Osco) sont cédées à CVS pour 2,9 milliards de dollars ;
- 655 boutiques sont cédées à Cerberus et Kimco.

### Difficultés économiques
À la suite du rachat d'Albertsons, à des difficultés économiques et à une mauvaise adaptation, Supervalu a décidé en janvier 2013 de vendre 877 supermarchés à Cerberus, pour alléger le poids de sa dette. Cerberus débourse pour cette vente 100 millions de dollars en cash et accepte de reprendre 3,2 milliards de dollars de dette de SuperValu. De plus, Cerberus accepte de lancer un rachat de 30 % des actions de SuperValu pour un prix de 4 dollars par action, soit un prix 50 % plus élevé que la moyenne du mois précédent. En janvier 2016, SuperValu annonce la scission prochaine de ses activités sous la marque Save-A-Lot.
En octobre 2016, la vente de Save-A-Lot est réalisée pour 1,37 milliard de dollars au fonds d'investissement canadien Onex.
En avril 2017, SuperValu annonce l'acquisition d'Unified Grocers, un grossiste de biens alimentaires, pour 375 millions de dollars.
En juillet 2018, United Natural Foods annonce l'acquisition de Supervalu pour 1,35 milliard de dollars.